# Assemblée nationale (Guyana)
Pour les autres articles nationaux ou selon les autres juridictions, voir Assemblée nationale.
12e législature
Siège du Parlement
L'Assemblée nationale (en anglais : National Assembly) est, depuis 1966, le parlement monocaméral du Guyana. L'article 51 de la Constitution du Guyana dispose que le Parlement est composé du président de la République et de l'Assemblée nationale.

## Système électoral
Les 65 membres de l'assemblée sont élus pour cinq ans au système proportionnel plurinominal avec listes fermées. Vingt-cinq sièges sont ainsi à pourvoir dans dix circonscriptions plurinominales correspondants aux régions du Guyana, tandis que les quarante autres le sont selon le même système mais au niveau d'une unique circonscription nationale. Après décomptes des voix, les différents sièges sont répartis selon la méthode de Hare sur la base du quotient simple. 
Lors des élections législatives, les partis présentent chacun un candidat à la présidence, et le candidat du parti ayant reçu le plus de suffrages devient le président du Guyana pour la durée du mandat de l'assemblée, soit cinq ans. Les candidats à la présidence ne sont pas nécessairement les têtes de liste de leurs partis, ceux-ci les plaçant au contraire le plus souvent en fin de liste pour ne pas risquer de perdre un siège si leur candidat remporte la présidence et quitte par conséquent ses fonctions de député. Plusieurs partis rassemblés en coalition peuvent présenter un candidat présidentiel commun tout en présentant des listes séparées aux législatives. 
Depuis 2000, un président n'est rééligible qu'une seule fois. Le mandat du président est intimement lié à celui des membres de l'assemblée : en cas d'élections anticipés, le candidat à la présidence du parti nouvellement élu remplace le précédent et met ainsi fin à son mandat. Le rôle du président est de premier plan dans le cadre d'un système présidentiel.

### Répartition des sièges
| No    | Régions                              | Sièges | Carte |
| ----- | ------------------------------------ | ------ | ----- |
| 1     | Barima-Waini                         | 2      |       |
| 2     | Pomeroon-Supenaam                    | 2      |       |
| 3     | Îles d'Essequibo-Demerara occidental | 3      |       |
| 4     | Demerara-Mahaica                     | 7      |       |
| 5     | Mahaica-Berbice                      | 2      |       |
| 6     | Berbice Oriental-Courantyne          | 3      |       |
| 7     | Cuyuni-Mazaruni                      | 2      |       |
| 8     | Potaro-Siparuni                      | 1      |       |
| 9     | Haut-Takutu-Haut-Essequibo           | 1      |       |
| 10    | Haut-Demerara-Berbice                | 2      |       |
| #     | Circonscription nationale            | 40     |       |
| Total | Total                                | 65     |       |